# Періко жовтоголовий
Періко жовтоголовий (Polytelis anthopeplus) — вид папуг з родини Psittaculidae. Ендемік Австралії.

## Поширення
Цей вид зустрічається у двох різних популяціях на півдні Австралії. Підвид anthopeplus поширений на південному заході Західної Австралії, а monarchoides трапляється вздовж річок на південному заході Нового Південного Уельсу, північному заході Вікторії та південному сході Південної Австралії. Мешкає в евкаліптових лісах та інших лісистих районах.

## Опис
Папуга має довжину приблизно 37–42 см, включаючи довгий хвіст. У самця жовтий низ і зелений верх, кілька червоних плям на крилах і чорні махові пера на крилах і кермові на хвості. Самиці переважно зелені з деяким жовтуватим відтінком на животі, верхня частина хвоста зелена, а нижня частина чорна. Його червонуватий дзьоб міцний і сильно загнутий донизу.